# Eublemma scotopis
Eublemma scotopis là một loài bướm đêm trong họ Erebidae.